# منتخب تنزانيا لكرة اليد للسيدات
منتخب تنزانيا لكرة اليد للسيدات هو الممثل الرسمي لتنزانيا في رياضة كرة اليد. شارك في بطولة أفريقيا لكرة اليد للسيدات مرة واحدة وكانت تلك المشاركة في سنة 2004، حقق فيها المركز الثامن.